# Sejwy (gmina)
Sejwy (od 1952 Puńsk) – dawna gmina wiejska istniejąca do 24 czerwca 1952 w województwie białostockim. Siedzibą gminy były Sejwy.
W Królestwie Polskim gmina należała do powiatu suwalskiego w guberni suwalskiej. 
W okresie międzywojennym gmina Sejwy należała do powiatu suwalskiego w województwie białostockim. Po wojnie gmina zachowała przynależność administracyjną. 25 czerwca 1952 do gminy Sejwy przyłączono część obszaru znoszonej gminy Andrzejewo; równocześnie sama gmina Sejwy została zniesiona przez przemianowanie na gminę Puńsk.